# Calligonum elegans
Calligonum elegans är en slideväxtart som beskrevs av V.P. Drobow. Calligonum elegans ingår i släktet Calligonum och familjen slideväxter. Inga underarter finns listade i Catalogue of Life.